# NCAM1
Невральная молекула межклеточной адгезии 1 (англ. Neural cell adhesion molecule 1, NCAM1; CD56) — мембранный белок из группы молекул клеточной адгезии суперсемейства иммуноглобулинов, продукт гена человека NCAM1. Гомофильный белок, экспрессирован на поверхности нейронов, глии и клеток скелетных мышц. Кроме этого, экспрессирован на некоторых клетках гематопоэтической системы, включая естественные киллеры и γδ-T-лимфоциты. NCAM1 играет роль в нейрон-нейрональной адгезии, росте нейритов, синаптической пластичности, а также вовлечена в процессы обучения и памяти.

## Структура и взаимодействия
Белок входит в суперсемейство иммуноглобулинов. Альтернативный сплайсинг приводит к образованию 27 различных мРНК и широкий спектр изоформ NCAM1.. Выделяют 3 основные изоформы, которые отличаются только по цитозольному домену:
- NCAM-120kDa (GPI-заякоренный белок без цитозольного домена)
- NCAM-140kDa (короткий цитозольный домен)
- NCAM-180kDa (полный цитозольный домен)

Внеклеточный домен включает 5 Ig-подобных доменов и 3 фибронектиновых FNIII-доменов. Ig-подобные домены играют роль в гомофильном взаимодействии, а FNIII-подобные домены необходимы для переносе сигнала, ведущего к росту нейрональных отростков.
Гомофильные взаимодействия молекул NCAM происходят как между молекулами соседних клеток (транс-), так и между двумя молекулами на одной и той же клетке (цис-). В настоящее время факт возможности двух этих типов гомофильных взаимодействий является предметом обсуждения. Считается, что транс-взаимодействие происходит между двумя молекулами в антипараллельном направлении и задействует все 5 Ig-подобные домены, формируя димерное состояние NCAM. Цис-взаимодействие обеспечивается между доменами IgI и IgII и между доменами IgI и IgIII, что приводит к образованию мультимеров NCAM более высокого уроня. Обнаружено, что для активации NCAM-зависимого роста нейронных отростков необходимы оба типа взаимодействий.

## Функции
NCAM1 может индуцировать рост нейрональных отростков, опосредованный рецептором фактора роста фибробластов и действующий через сигнальный путь p59Fyn.
В нервах NCAM1 регулирует гомофильные взаимодействия нейрон-нейрон и нейрон-миоцит. Белок ассоциирован с рецепторами фактора роста фибробластов и стимулирует тирозинкиназную активность рецептора, что индуцирует рост отростков нейрона. Когда клетки нервного гребня прекращают синтез NCAM1 и N-кадгерина и экспрессируют рецепторы интегринов, клетки могут отделяться и мигрировать. Во время гематопоэза белок служит маркёром естественных киллеров, а также присутствует на CD4+ и CD8+ T-лимфоцитах.